# Une fille à scandales
Pour les articles homonymes, voir The Naked Truth.
Une fille à scandales (The Naked Truth) est une série télévisée américaine en 55 épisodes de 25 minutes, créée par Chris Thompson et diffusée entre le 13 septembre 1995 et le 28 février 1996 sur le réseau ABC et entre le 16 janvier 1997 et le 25 mai 1998 sur le réseau NBC.
En France, France 2 diffuse d'abord le 9e épisode le 25 juin 1997 lors d'une soirée spéciale Sitcom: reflets ou parodie de la vie,, puis l'épisode 13 de la saison 2, le 24 janvier 1998 lors d'une après-midi spéciale La famille sitcom,.
Enfin, la série sera programmée à partir du 1er épisode dès le 8 juin 1998 sur France 2. Rediffusion à partir du 11 septembre 1999 sur Téva qui programmera ensuite les épisodes inédits de la saison 3, en version originale sous-titrée. Rediffusion intégrale à partir du 10 janvier 2006 sur Jimmy.

## Synopsis
Après avoir découvert l'infidélité de son époux, et le divorce, Nora Wilde abandonne ses ambitions de journaliste, proposée pour le prix Pulitzer, pour travailler dans la rédaction d'un tabloïd à scandales, le Comet. Elle y découvre une équipe dénuée d'éthique, prête à tout pour dénicher un scoop. Mais avec l'optimisme et l'humour qui la caractérisent, Nora va se prendre au jeu...

## Distribution
- Téa Leoni (VF : Blanche Ravalec) : Nora Wilde
- Holland Taylor (VF : Maaike Jansen) : Camilla Dane
- Amy Ryan (VF : Géraldine Giraud) : Chloe Banks (1995-1996)
- Jonathan Penner (VF : Guy Chapellier) : Nick Columbus (1995-1997)
- Mark Roberts (VF : Gérard Surugue) : Dave Fontaine (1995-1998)
- Chris Elliott (VF : Patrice Dozier) : Bradley Crosby (1997-1998)
- Amy Hill (VF : Marie Lenoir) : Suji (1997-1998)
- Jim Rash (VF : Jean-Claude Montalban) : Harris Van Doren (1997-1998)

De nombreux autres acteurs ont participé au casting, interprétant pour la plupart leur propre rôle, parmi lesquels : Tom Arnold, Sheryl Crow, Dom DeLuise, Morgan Fairchild, George Hamilton, Tom Hanks, Rob Lowe, Anna Nicole Smith, Bob Saget...

## Épisodes

### Première saison (1995-1996)
1. Entrée en scène (The Naked Truth)
2. Tom Hanks est un garçon très coincé (Bald Star in Hot Oil Fest!)
3. L'Enfant d'Elvis (Elvis Is Coming!)
4. Un petit goût de nostalgie (Woman Jokes While Husband Croaks!)
5. Mourir de rire à la morgue (Sex Crazed Sitcom Zombie Gropes Shutterbug!)
6. Une vie de cochon (Hero Pig Goes Hog Wild!)
7. Le Code amoureux (Real Life Henry Higgins Turns Dork Into Duke!)
8. Collision en vue (Star and Comet Collide! Giant Bugs Invade!!)
9. Les Parents terribles (Girl Buys Soup While Woman Weds Ape!)
10. L'Amour puissance deux (Woman Weds Siamese Twins!)
11. Un acteur plein de ressources (Comet Nails Star and Vice Versa!)
12. Alligators d'égout et jeux d'épée (Sewer Gators, Swordplay, Santa from Hell!)
13. Le Van du large (Shocking Tales of Hollywood Gunplay!)
14. Rencontres célestes (Woman Loses Space Alien, Finds God!)
15. L'Honneur perdu de Nicky (Man Wakes Up With Stranger in Pants!)
16. Le Bal des mabouls (The Bubble Show)
17. Sauver les apparences (Women Rises in World, Falls on Face!)
18. Rivalité (Sisters In Sex Triangle With Gazillionaire!)
19. Larguez les amarres (Man Loses Load While Woman Can't Dump!)
20. Notre heure de gloire (Hollywood Honors Male Prostitute!)

### Deuxième saison (1996-1997)
1. Nora démissionne (We're at NBC Now)
2. Tel est pris qui croyait prendre (Woman Gets Plastered, Star Gets Even)
3. Minou, minou ! (Itching For a Cat)
4. La Sœur de Nora (Nora's Sister)
5. Une année en un jour (A Year In the Life)
6. C'est compliqué les histoires d'amour (The Dating Game)
7. 20000 comètes dans un garage (Comet Lands In Man's Garage)
8. Le Scoop (The Scoop)
9. Les Oiseaux (The Birds)
10. La Dette (The Debt)
11. Parents, je vous aime - 1re partie (The Parents - Part 1)
12. Le Camp des nudistes - 2e partie (The Spa - Part 2)
13. La Source (The Source)

### Troisième saison (1997-1998)
1. Changements (Things Change)
2. La Combine (Her Girl Friday)
3. Dave amoureux (Bully For Dave)
4. Coup de foudre (Liesl Weapon)
5. Éternel recommencement (Bridesface Revisited)
6. Revoir Paris (We Almost Had Paris)
7. Parlez-moi de moi (Look At Me! Look At Me!)
8. L'Ancêtre indésirable (Going Mein Way)
9. Mon frère cette star (He Ain't Famous, He's My Brother)
10. L'Insubmersible Nora Wilde (The Unsinkable Nora Wilde)
11. Nora se prend pour Wonder Woman (Hooked on Heroine)
12. Femmes au bord du lifting (Women on the Verge of a Rhytidectomy)
13. Une histoire de chiens (8 ½)
14. Devine qui vient prendre son bain ? (The Neighbour of Bath)
15. Hollywood nous voilà ! (Day of Locos)
16. Beaucoup de boue pour rien (Muddy for Nothing)
17. Voyance et prémonitions (The Seer and The Sucker)
18. Pourquoi tant de haine ? (Can't We All Just Get Along?)
19. Le Concours de billard (Born to Be Wilde)
20. Chasse-croisé - 1re partie (Bob and Carol and Thed and Alice, Except with Different Names - Part 1)
21. Le Faux Frère - 2e partie (Jake or Fake - Part 2)
22. Le Voyage en ballon (Up, Up and Away)